# Coelioxys melanopus
Coelioxys melanopus là một loài Hymenoptera trong họ Megachilidae. Loài này được Schulz mô tả khoa học năm 1906.